# Senatori della XIV legislatura del Regno d'Italia
Elenco dei senatori della XIV legislatura del Regno d'Italia nominati dal re Umberto I divisi per anno di nomina.
Il numero indicato è quello della serie cronologica ufficiale.

## 1881

### 8 aprile
- 706. Emilio Ferrero

### 12 giugno
- 707. Antonio Allievi
- 708. Luigi Arrigossi
- 709. Domenico Bartoli
- 710. Ettore Bertolè Viale
- 711. Vincenzo Bertolini
- 712. Nicomede Bianchi
- 713. Luigi Bonelli
- 714. Giovanni Battista Borelli
- 715. Giuseppe Calcagno
- 716. Bartolomeo Campana di Sarano
- 717. Giuseppe Campi Bazan
- 718. Tancredi Canonico
- 719. Emilio Cipriani
- 720. Davide Consiglio
- 721. Antonio De Martino
- 722. Giuseppe Desimone
- 723. Giovanni Diana
- 724. Giovanni Dossena
- 725. Carlo Faraldo
- 726. Francesco Ferrara
- 727. Giulio Frisari
- 728. Bernardino Giannuzzi Savelli
- 729. Francesco Giuliani di San Lucido
- 730. Luigi Griffini
- 731. Pietro Landolina
- 732. Benedetto Musolino
- 733. Tito Orsini
- 734. Vincenzo Ricasoli
- 735. Riccardo Secondi
- 736. Napoleone Scrugli
- 737. Valerio Trocchi